# Euophrys mapuche
Euophrys mapuche är en spindelart som beskrevs av María Elena Galiano 1968. 
Euophrys mapuche ingår i släktet Euophrys och familjen hoppspindlar. Inga underarter finns listade i Catalogue of Life.